# Saint-Georges (Lot-et-Garonne)
Saint-Georges is een gemeente in het Franse departement Lot-et-Garonne (regio Nouvelle-Aquitaine) en telt 561 inwoners (1999). De plaats maakt deel uit van het arrondissement Villeneuve-sur-Lot.

## Geografie
De oppervlakte van Saint-Georges bedraagt 15,9 km², de bevolkingsdichtheid is 35,3 inwoners per km².
De onderstaande kaart toont de ligging van Saint-Georges (Lot-et-Garonne) met de belangrijkste infrastructuur en aangrenzende gemeenten.

## Demografie
Onderstaande figuur toont het verloop van het inwonertal (bron: INSEE-tellingen).

1. ↑  Populations de référence 2022.